# إستيبان ألفارادو
إستيبان ألفارادو براون (بالإسبانية: Esteban Alvarado Brown) هو لاعب كرة قدم كوستاريكي في مركز حراسة المرمى ولد في يوم 28 أبريل 1989 في بلدة سيكيريس في كوستاريكا، يلعب حالياً مع نادي ألكمار وسبق له اللعب مع نادي ديفورتيفو سابريسا ولعب مع منتخب كوستاريكا لكرة القدم ويبلغ طوله 193 سم.

## روابط خارجية
- إستيبان ألفارادو على موقع الاتحاد الدولي (مؤرشف)  (الإنجليزية)
- إستيبان ألفارادو على موقع الاتحاد الأوربي (الإنجليزية)
- إستيبان ألفارادو على موقع اتحاد تركيا (لاعب) (الإنجليزية)
- إستيبان ألفارادو على موقع قاعدة بيانات كرة القدم.إي يو (الإنجليزية)
- إستيبان ألفارادو على موقع ناشيونال فوتبول تيمز (الإنجليزية)
- إستيبان ألفارادو على موقع Soccerway.com (الإنجليزية)
- إستيبان ألفارادو على موقع عالم كرة القدم.نت (الإنجليزية)
- إستيبان ألفارادو على موقع AS.com (الإسبانية)